# 叶氏宗祠 (金桔村)
叶氏宗祠，位于中国广东省东莞市东莞市大岭山镇金桔村，为东莞市的一个市、县级文物保护单位，类型为古建筑，公布时间为1993年6月22日。
叶氏宗祠的历史年代为明代。